# Haniska (okres Košice-okolie)
Haniska (Hongaars:Enyicke) is een Slowaakse gemeente in de regio Košice, en maakt deel uit van het district Košice-okolie.
Haniska telt 641 inwoners. Voorheen had het dorp een Hongaarstalige meerderheid. In de loop der jaren zijn de Hongaren echter in de minderheid geraakt en is het dorp nu vooral Slowaaks met een kleine Hongaarse minderheid.

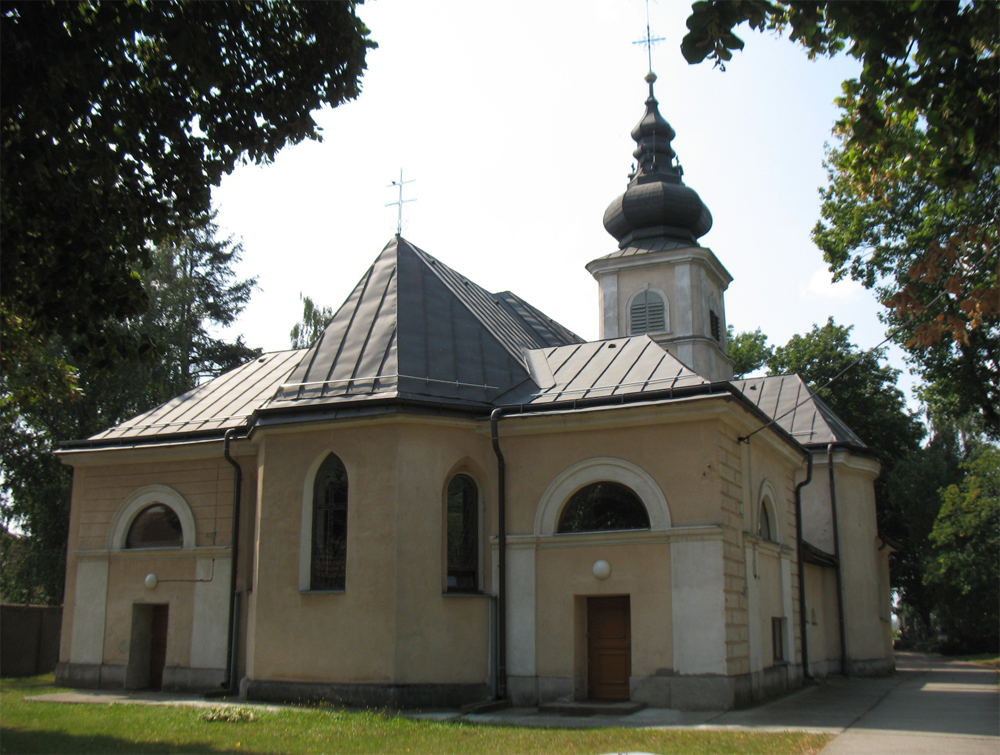
Kerk